# ¡Viva la libertad, carajo!

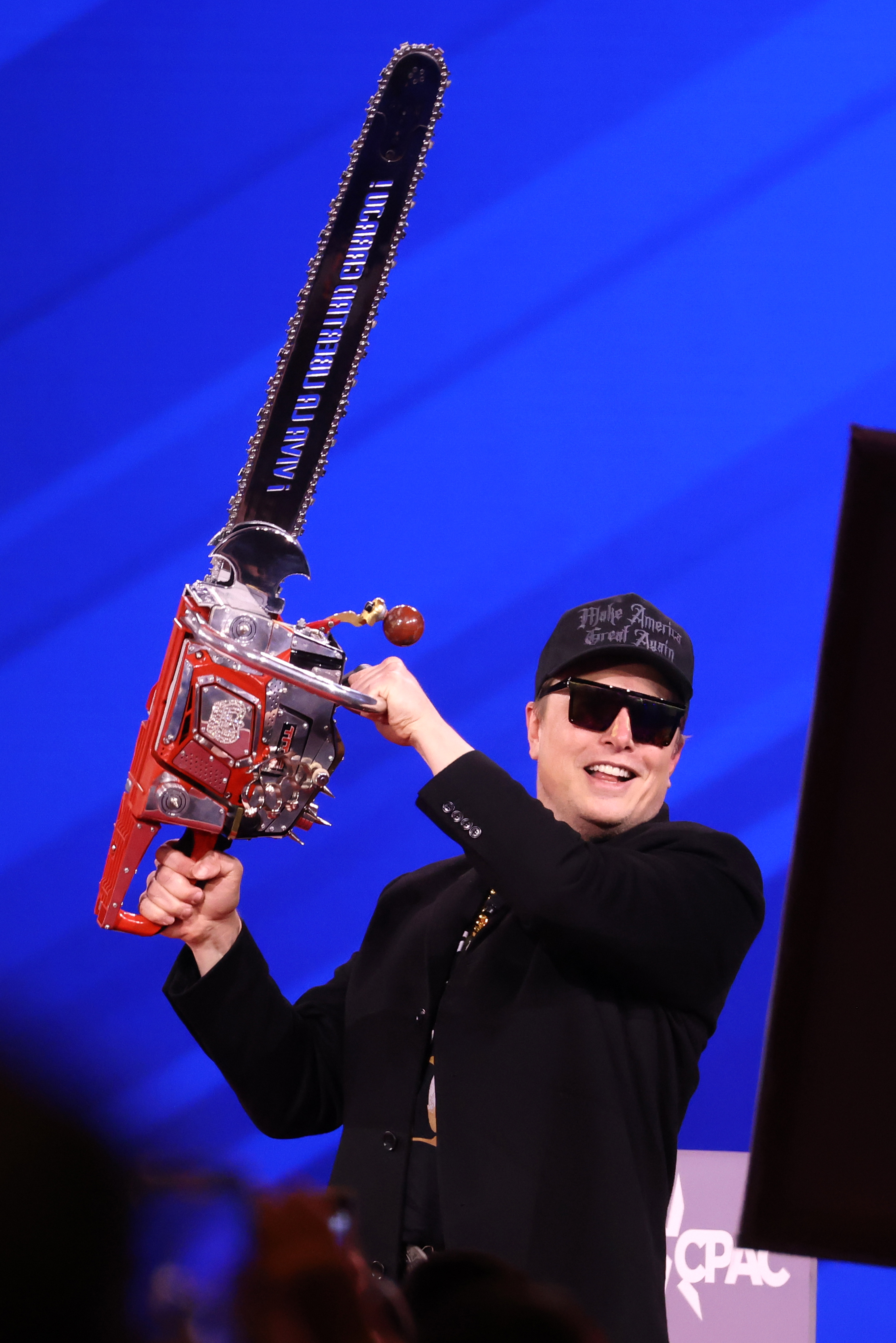
Elon Musk com uma motosserra com a frase gravada na lâmina, dada a ele pelo próprio Javier Milei na CPAC de 2025

¡Viva la libertad, carajo! (em português: Viva a liberdade, caralho!, em Portugal traduzido às vezes como: Viva a liberdade, carago!), por vezes abreviado como ¡VLLC!, é uma frase e slogan de campanha associado principalmente com o presidente argentino Javier Milei, um declarado liberal-libertário.

## Origem e uso da frase
O slogan, inspirado no "Viva Perón, carajo" da resistência peronista nos anos da proscrição do ex-presidente argentino (1955-1973), foi popularizado inicialmente por Milei em sua campanha para deputado nacional nas eleições de 2021 e depois novamente em sua campanha para a presidência da Argentina nas eleições de 2023.
Milei é conhecido por utilizar a frase na maioria das vezes que finaliza algum discurso, inclusive como presidente. Ele foi visto em manifestações e eventos políticos com uma motosserra, simbolizando sua inclinação a favor de cortes nas despesas públicas. Nesses eventos, também aparecem bandeiras pretas e amarelas associadas com o anarcocapitalismo.
Na Conservative Political Action Conference (CPAC) de 2025, Elon Musk carregava uma motosserra de Milei com a frase gravada na lâmina.